# Здание Госбанка (Воронеж)
Здание Госбанка — административное здание в Воронеже, расположенное по адресу: Театральная улица, 36. Также является одним из зданий, обрамляющих Никитинскую площадь.
В XIX веке здесь располагалась усадьба Шуклиных. Она постепенно дробилась между наследниками и частично распродавалась. В 1910 году участком владел хозяин многих магазинов купец М. Л. Шоршоров. Вокруг его двухэтажного дома располагались дровяные склады. Рядом, на углу, находилась стоянка извозчиков.
В 1920-е годы здания, стоявшие на этом месте, были снесены, и обсуждались варианты застройки территории. В частности, предлагалось построить комплекс зданий областного совета или новый социалистический театр. В итоге участок передали Наркомату финансов. В 1931—1932 годах по проекту Д. А. Дегтярёва было построено здание Госбанка. Оно представляет собой подчёркнуто конструктивистское сооружение. Здание было восстановлено после войны с незначительными изменениями (немного уменьшена ширина окон верхних этажей), несмотря на псевдоклассические веяния в архитектуре.